# 川崎市立平小学校
川崎市立平小学校（かわさきしりつ たいらしょうがっこう）は、神奈川県川崎市宮前区平6丁目にある市立小学校。

## 沿革
- 1977年（昭和52年）4月1日 - 開校。

## 児童数
2021年（令和3年）5月1日時点
| 学年 | 1年 | 2年 | 3年 | 4年 | 5年 | 6年 | 特別支援    | 合計 |
| ---- | --- | --- | --- | --- | --- | --- | ----------- | ---- |
| 学級 | 2   | 3   | 3   | 3   | 3   | 3   | 4           | 21   |
| 児童 | 72  | 98  | 83  | 90  | 95  | 82  | 16 （内数） | 520  |

## 教育目標
- 元気な子
- 考える子
- やさしい子
- がんばる子

## 通学区域
出典
- 宮前区
  - けやき平（全域）
  - 神木1丁目（全域）
  - 神木2丁目（全域）
  - 神木本町2丁目（4番～6番、8番）
  - 神木本町3丁目（全域）
  - 神木本町4丁目（1番～21番3号、21番7号～21番終り、23番25号～23番35号、23番37号以降）
  - 神木本町5丁目（全域）
  - 平6丁目（全域）

## 主な進学先
出典
- 川崎市立向丘中学校

## 周辺
- 神木三本松公園
- 学校法人永井学園ひばり幼稚園 - 進学前幼稚園のひとつ
- このほか、宮前平グリーンハイツなどの住宅が広がる

## 交通
- 東急バス「鷺11」系統で、「グリーンハイツ東」バス停下車後、徒歩約420m・約7分（直線距離は約150mだが、道路と校門の位置関係で遠回りとなる）。
- 東急電鉄田園都市線鷺沼・宮崎台両駅から、上述の東急バス「鷺11」系統で、「グリーンハイツ東」バス停下車後、徒歩。
- 東名高速道路東名向ヶ丘バス停より、
  - 下り線側バス停から、徒歩約850m・約13分。
  - 上り線側バス停から、徒歩約1.2km・約18分。
    - いずれも、フェイム宮崎第2脇の歩道路を移動した場合。